# 워너 브라더스 픽처스
워너 브라더스 픽처스(영어: Warner Bros. Pictures)는 미국의 영화 제작사이자 배급사이다. 워너 브라더스 디스커버리의 자회사인 워너미디어 스튜디오스 & 네트워크스 그룹이 소유하고 있으며, 워너 브라더스 엔터테인먼트의 워너 브라더스 픽처스 그룹(Warner Bros. Pictures Group)의 주력 부서이다.